# Chrám Dia Olympského (Athény)
Chrám Dia Olympského (řecky Ναός του Ολυμπίου Διός, Naos tou Olimpio Dios), nazývaný též Olympeion, je zřícenina velkého chrámu v centru řecké metropole Athén. Chrám byl zasvěcen bohu Diovi. Jeho stavba začala v 6. století př. n. l. za vlády athénské tyranie. Dokončen však byl až za vlády římského císaře Hadriána ve 2. století našeho letopočtu, tedy asi 650 let poté, co projekt začal. Během římského období byl známý jako největší chrám v Řecku a sídlila v něm jedna z největších kultovních soch antiky.
Sláva chrámu netrvala dlouho – byl vyloupen během invaze barbarů ve 3. století našeho letopočtu a pravděpodobně nikdy nebyl opraven. Po pádu Římské říše byly některé zbytky chrámu použity jako stavební materiál na jiných stavbách ve městě, což jej dále poškodilo. Přesto se jeho zbytky zachovaly až do současnosti a patří tak k významným turistickým atrakcím v Athénách.

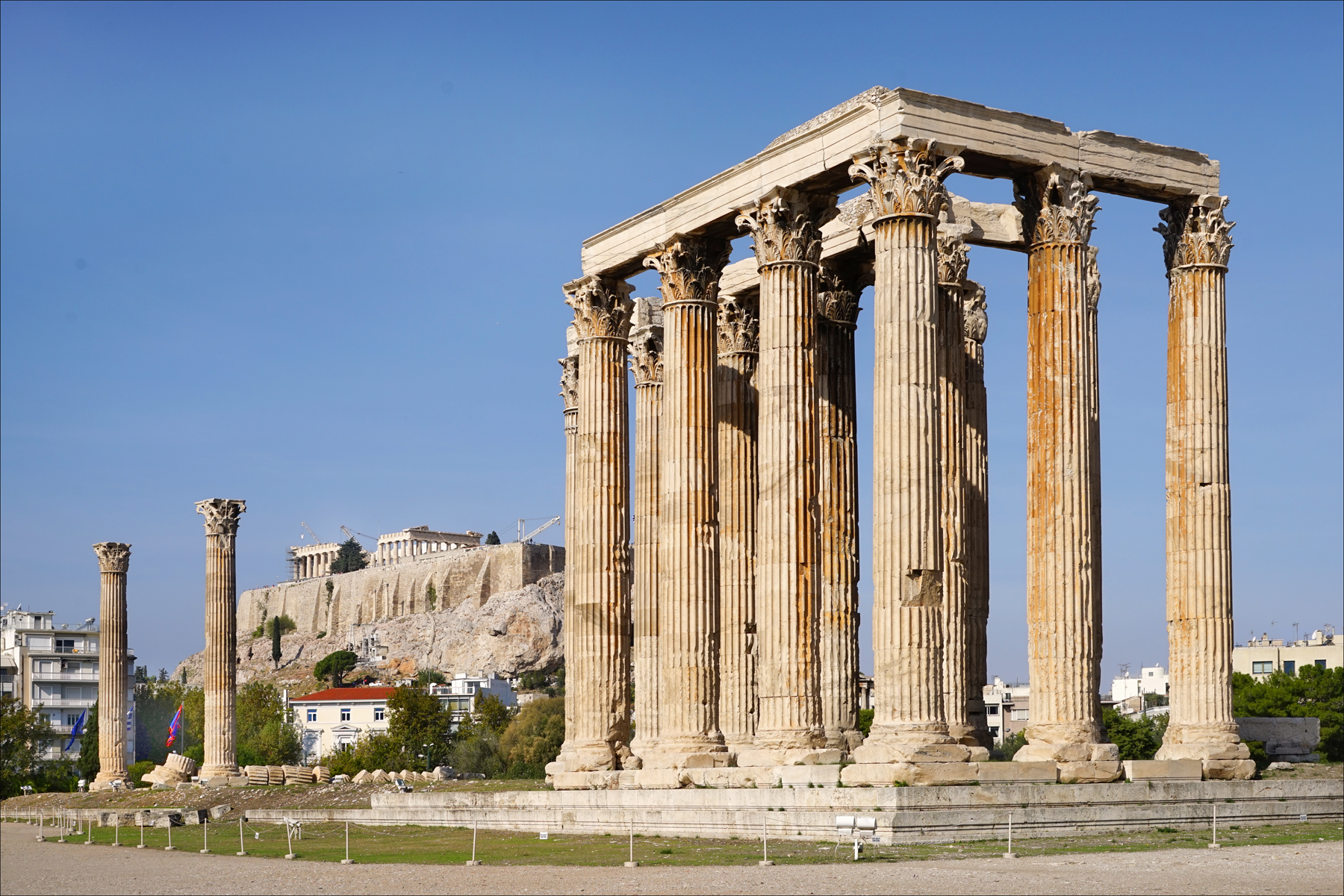
Diův chrám v Athénách (vlevo v pozadí je Akropole)

## Dějiny

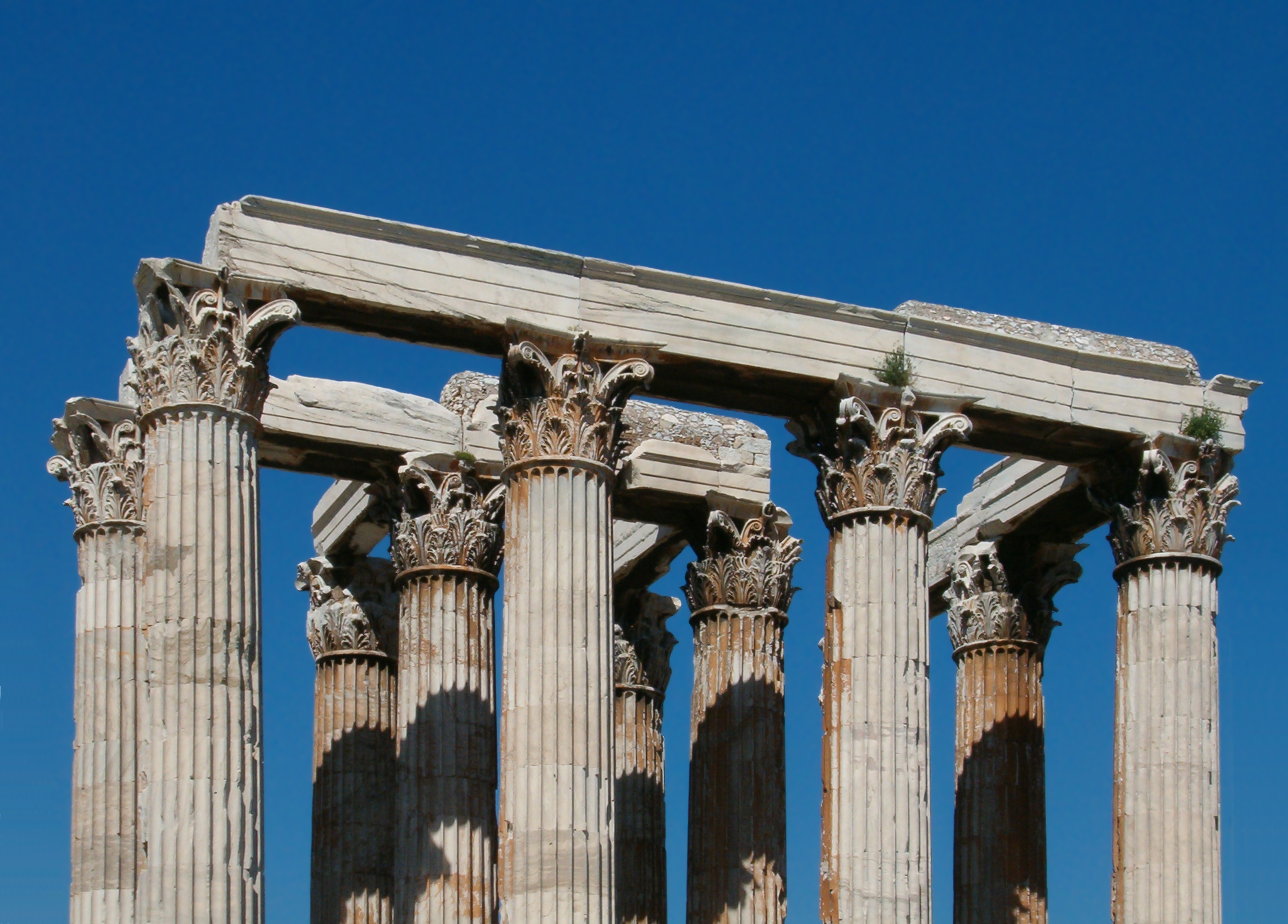
Části chrámu

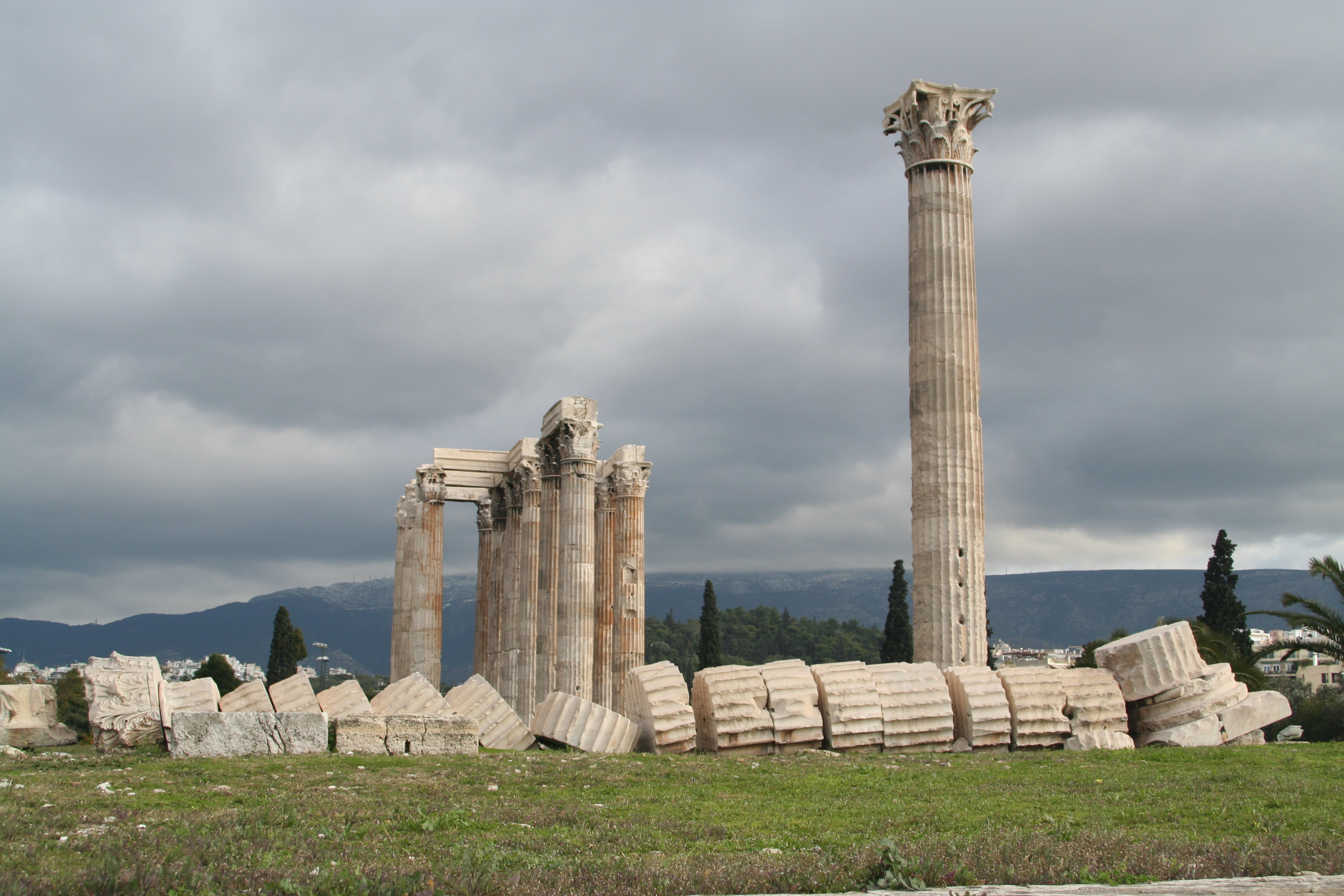
Pozůstatky chrámu se sloupořadím v popředí, které se zřítilo v roce 1852.

Chrám se nachází asi 500 m jihovýchodně od Akropole a asi 700 m jižně od centra Athén na náměstí Syntagma. Jeho základy byly položeny na místě staré svatyně věnované Diovi. Starší chrám, postavený tyranem Peisistratem, zde stál od roku 550 př. n. l. Po smrti Peisistrata byl zbourán a s výstavbou nového kolosálního chrámu Dia Olympského v roce 520 př. n. l. začali jeho synové Hippiás a Hipparchos. Velikostí měl překonat dva tehdejší slavné chrámy, Héřin na ostrově Samos a Artemidin chrám v Efesu, který byl jedním (v pořadí 3.) ze sedmi divů antického světa. Byl návrhem architektů Antistata, Callaeschruse, Antimachida a Porina. Chrám Dia Olympského měl být postaven z místního vápence v dórském stylu a mít rozměry 108 x 41 m. Po obvodu měl mít dvojité sloupoví. Na přední a zadní straně po osmi sloupech a jedenadvaceti po stranách.
Práce byly přerušeny po svržení vlády tyranie a vyhoštění Hippia v roce 510 př. n. l. V té době byla dokončena pouze základová plošina a některé části sloupů a stavba zůstala v tomto stavu po dobu 336 let. Chrám zůstal v období athénské demokracie nedokončený zřejmě proto, že Athéňané byli názoru, že je nestydatostí stavět tak mohutný chrám. V Aristotelově traktátu O politice se chrám uvádí jako příklad toho, jak tyranie zatěžovala populaci břemenem velkých prací pro stát a nenechávala jim žádný čas, energii a prostředky na povstání.
Teprve v roce 174 př. n. l. král Antiochos IV. Epifanés z dynastie Seleukovců, který se pokládal za pozemské vtělení Dia, oživil projekt a pověřil jeho dostavbou římského architekta Decima Cossutia. Návrh byl změněn, přičemž dvě řady osmi sloupců v přední a zadní části chrámu nahradil třemi a po stranách umístil dvě řady dvaceti sloupů, tedy celkem 104 sloupů. Sloupy byly až 17 m vysoké s průměrem 2 m. Stavební materiál byl změněn na drahý, ale vysoce kvalitní pentelský mramor a styl byl změněn z dórského na korintský, který měl být původně použit pouze z vnější části velkého chrámu. Projekt se však v roce 164 př. n. l. po smrti Antiocha IV. znovu zastavil.
Částečně postavený chrám byl vážně poškozen v roce 86 př. n. l. během vyplenění Athén Luciem Corneliem Sullou. Během plenění města Sulla některé z neúplných sloupů přepravil do Říma, kde byly použity v chrámu Jupitera na Kapitolském pahorku. K částečnému dokončení chrámu došlo za vlády prvního římského císaře Augusta, ale až za vlády Hadriána ve 2. století byl projekt zcela dokončen, tedy přibližně po 650 letech.
V letech 124-125, kdy prořecky smýšlející císař Hadrián navštívil Athény, začal masivní stavební program, který zahrnoval dokončení chrámu Dia Olympského. Zděný mramorově-betonový areál, který byl postaven kolem chrámu, vytvořil centrum starobylého města. Byl použit Cossutiův návrh s několika změnami. Chrám byl v roce 132 formálně dedikován císaři Hadriánovi a na památku této události dostal název Panhellénios. Chrám s okolním areálem zdobily četné sochy Hadriána a bohů zosobňujících římské provincie.